# Ожиганово
Ожига́ново (рос. Ожиганово, марій. Жиган) — присілок у складі Совєтського району Марій Ел, Росія. Входить до складу Вятського сільського поселення.

## Населення
Населення — 21 особа (2010; 23 у 2002).
Національний склад (станом на 2002 рік):
- марі — 48 %
- росіяни — 48 %